# Майоровский (Клетский район)
Майо́ровский — хутор в Клетском районе Волгоградской области России. Входит в состав Манойлинского сельского поселения.
Население 82 чел. (2010).

## История
В соответствии с Законом Волгоградской области № 1003-ОД от 14 февраля 2005 года хутор вошёл в состав образованного Манойлинского сельского поселения.

## География
Хутор расположен в восточной части Донской гряды, на реке Крепкая в 8 км северо-восточнее хутора Манойлин, в 29 км к юго-юго-западу от станицы Клетская и в 115 км к северо-западу от Волгограда.
Площадь — 32 га.

## Население
| 2002 | 2010 |
| ---- | ---- |
| 110  | ↘82  |

## Инфраструктура
Личное подсобное хозяйство.

## Транспорт
```
Асфальтированных дорог нет. Имеется грунтовая подъездная дорога от Манойлина.
```